# Jarmo Myllyvirta
Jarmo Myllyvirta – klawiszowiec fińskiej grupy muzycznej Excalion, grającej muzykę power/melodic metal. Muzyk ten jest głównym twórcą tekstów zespołu, a także jego prekursorem. Na oficjalnej stronie zespołu jako swych ulubionych twórców podaje takie zespoły jak: Symphony X, Rammstein czy Stratovarius, a wykonawców m.in.: Jensa Johanssona (keyboard w Stratovarius), Alexa Staropoliego (keybordzista w Rhapsody of Fire), a także Timo Tolkkiego (gitara w Stratovarius).

## Życiorys
Swą przygodę z keyboardem Jarmo zaczął mając 16 lat. W tym okresie przyjechał do niego, jego aktualny kolega z zespołu, Tero Vaaja przedstawiając płytę Stratovarius, zatytułowaną Visions. Wtedy to rozgorzała w nim pasja do cięższych brzmień. Jego inny znajomy grał na gitarze, a więc i Jarmo chciał zagrać na czymś, co byłoby uzupełnieniem dla niego. Miał do wyboru bass, perkusję i keyboard, wybrał to ostatnie. Początkowo jego twórczość skupiała się na coverowaniu Stratovarius i Children of Bodom, aż po kilku miesiącach zaczął pisać własne teksty, z których później wiele trafiło w kanon twórczości Excalion, zespołu w którym muzyk gra obecnie.